# Charles Tilly
Charles Tilly (Chicago, 20 maggio 1929 – 29 aprile 2008) è stato un sociologo, politologo e storico statunitense.
È autore di numerosi libri sui rapporti tra politica, economia e società.

## Biografia
In polemica con le analisi individualistiche "microsociologiche" della politica del conflitto, la sua produzione pone l'accento su come i gruppi sociali si organizzino e competano reciprocamente. Nei suoi primi lavori, ha studiato anche l'immigrazione nelle città e i fenomeni urbani americani.
La formazione di Tilly si è svolta ad Harvard e ad Oxford. Successivamente ha insegnato nelle università del Delaware, di Harvard stessa, di Toronto, del Michigan. Chiude la sua carriera alla Columbia, dove è insignito del titolo di Joseph L. Buttenwieser Professor of Social Science.
Nel 1994 gli è stato conferito il Premio Europeo Amalfi per la Sociologia e le Scienze Sociali.
È morto prima di compiere 79 anni a causa di un linfoma. Al professor Barry Wellman, già suo allievo, commentò alla sua maniera, nei giorni del ricovero ospedaliero, la sua condizione di salute: